# Mel Ferrer
Mel Ferrer (n. 25 august 1917, Elberon⁠(d), Monmouth, New Jersey, SUA – d. 2 iunie 2008, Santa Barbara, California, SUA) a fost un actor, regizor, autor, producător de film și manager de spectacole american. Printre cele mai cunoscute filme ale sale se numără Rancho Notorious (1952), Lili (1953), Război și pace (1956), Ziua cea mai lungă (1962) și O mie de miliarde de dolari (1982).

## Biografie
Mel Ferrer este fiul unui medic cubanez[1][2] și al unei newyorkeze. Ferrer a studiat inițial medicina la Princeton, dar apoi s-a orientat către actorie și a debutat ca dansator pe Broadway. La începutul anilor 1940 a trebuit să încheie această carieră pentru că s-a îmbolnăvit de poliomielită. A început să lucreze în domeniul radio ca regizor și crainic ceea ce l-a adus în cele din urmă la Hollywood ca regizor și asistent de regizor (inclusiv a lui John Ford).
În 1949, Ferrer și-a făcut debutul în lungmetraj ca actor în producția Limite pierdute. În anii 1950 a devenit un star de film popular prin roluri principale în mai multe producții de la Hollywood (inclusiv ca omologul lui Stewart Granger în filmul Scaramouche, galantul marchiz, alături de Marlene Dietrich în Rancho Notorious, în rolul Regelui Arthur alături de Robert Taylor în Cavalierii mesei rotunde și alături de Leslie Caron în adaptarea muzicală Lili.
Până în anii 1960, Ferrer a rămas pe o poziție constantă în cinematografia de la Hollywood și a jucat în producții fastuoase precum Căderea Imperiului Roman (1964) (ca unul dintre ucigașii lui Marcus Aurelius) și, de exemplu, l-a portretizat pe pictorul El Greco în biografia artistului cu același nume. Ferrer a lucrat apoi în principal în Europa, inclusiv sub conducerea lui Rainer Werner Fassbinder în filmul Lili Marleen (1980). De asemenea, a apărut ca invitat în numeroase seriale de televiziune și a jucat timp de trei ani pe confidentul lui Jane Wyman și ulterior soțul ei în saga familiei de vinificatori, Falcon Crest.
Ferrer a lucrat și ca redactor de ziare și autor de cărți pentru copii.

## Viața privată
Tatăl a cinci copii, Ferrer a fost căsătorit de cinci ori în total; soțiile lui au fost:
1. Frances Gunby Pilchard, o actriță care a lucrat ulterior ca sculptor;[9] S-au căsătorit în 1937 și au divorțat în 1939.
2. Barbara C. Tripp. S-au căsătorit în 1940 și mai târziu au divorțat. Au avut doi copii: o fiică, Mela Ferrer (născută în 1943) și un fiu, Christopher Ferrer (născut în 1944).
3. Frances Ferrer (născută Pilchard), care a mai fost și prima sa soție. Această căsătorie, care a avut loc în 1944, s-a încheiat și cu un divorț. Au avut doi copii: Pepa Philippa Ferrer (născut în 1941) și Mark Young Ferrer (născut în 1944).[10]
4. Audrey Hepburn: În 1954, Mel Ferrer s-a căsătorit cu cea de-a patra soție, colega sa actriță Audrey Hepburn, cu care a apărut de mai multe ori în fața camerei (inclusiv ca Andrei Bolkonski în adaptarea cinematografică a lui Tolstoi Război și pace, apoi Împreună la Paris) precum și în filmele sale ca regizor („Tropenglut”) și ca producător (Așteaptă până se întunecă). Din căsătorie a rezultat fiul lor Sean Hepburn Ferrer (născut în 1960). Căsătoria s-a încheiat prin divorț în 1968.
5. Elizabeth Soukhotine, cu care s-a căsătorit în 1971.

Înainte de căsătoria sa cu Elizabeth Soukhotine în 1971, Ferrer a avut și o relație romantică cu designera de interioare Tessa Kennedy, în vârstă de 29 de ani.
Mel Ferrer a decedat pe 2 iunie 2008, la vârsta de 90 de ani, la ferma sa de lângă Santa Barbara, California în urma unei boli intestinale și a pneumoniei. Er hat einen Stern auf dem Hollywood Walk of Fame (6268 Hollywood Boulevard).

## Filmografie selectivă
- 1947 Evadatul (The Fugitive), regia John Ford (nemenționat)
- 1949 Limite pierdute (Lost Boundaries), regia Alfred L. Werker
- 1950 La seduttrice (Born to Be Bad), regia [[Nicholas Ray]
- 1951 The Brave Bulls, regia Robert Rossen
- 1952 Rancho Notorious, regia Fritz Lang
- 1952 Scaramouche, regia George Sidney
- 1953 Cavalierii mesei rotunde (Knights of the Round Table), regia Richard Thorpe
- 1953 Lili, regia Charles Walters
- 1954 Proibito, regia Mario Monicelli
- 1955 Oh... Rosalinda!!, regia di Michael Powell și Emeric Pressburger
- 1956 Război și pace (War and Peace), regia King Vidor
- 1956 Elena și bărbații (Elena et les hommes), regia Jean Renoir
- 1957 Fiesta (The Sun Also Rises), regia Henry King
- 1958 Fräulein, regia Henry Koster
- 1959 La fine del mondo (The World, the Flesh and the Devil), regia Ranald MacDougall

- 1960 Să mori de plăcere (Et mourir de plaisir), regia Roger Vadim
- 1960 Le mani dell'altro (The Hands of Orlac), regia Edmond T. Gréville
- 1961 Legge di guerra, regia Bruno Paolinelli
- 1962 Dracul și cele 10 porunci (Le diable et les dix commandements), regia Julien Duvivier
- 1962 Ziua cea mai lungă (The Longest Day), regia Ken Annakin și Andrew Marton
- 1964 El señor de La Salle, regia Luis César Amadori
- 1964 Împreună la Paris (Paris - When It Sizzles), regia Richard Quine
- 1964 Căderea Imperiului Roman (The Fall of the Roman Empire), regia Anthony Mann
- 1964 Donne, v'insegno come si seduce un uomo (Sex and the Single Girl), regia Richard Quine
- 1966 El Greco, regia Luciano Salce
- 1972 Timp pentru iubire (A Time for Loving), regia Christopher Miles
- 1974 L'anticristo, regia Alberto De Martino
- 1975 Moartea suspectă a unei minore (Morte sospetta di una minorenne), regia Sergio Martino
- 1975 La polizia accusa: il Servizio Segreto uccide, regia Sergio Martino
- 1975 Inspectorul Brannigan (Brannigan), regia Douglas Hickox
- 1976 Corsarul negru (Il Corsaro Nero), regia Sergio Sollima
- 1977 Vânătorul de gangsteri (L'avvocato della mala), regia Alberto Marras
- 1977 Fata în pijama galbenă (La ragazza dal pigiama giallo), regia Flavio Mogherini
- 1978 L'immoralità, regia Massimo Pirri
- 1979 L'isola degli uomini pesce, regia Sergio Martino
- 1979 Il massacro della Guyana (Guyana: Crime of the Century), regia René Cardona Jr.
- 1979 Il fiume del grande caimano, regia Sergio Martino
- 1980 Mangiati vivi!, regia Umberto Lenzi
- 1980 Incubo sulla città contaminata, regia Umberto Lenzi
- 1980 Lili Marleen, regia Rainer Werner Fassbinder
- 1982 O mie de miliarde de dolari (Mille milliards de dollars), regia Henri Verneuil
- 1982 Vânătorii (Die Jäger), regia Károly Makk
- 1986 Petru cel Mare (prima parte) (Peter the Great), regia Marvin J. Chomsky și Lawrence Schiller
- 1986 Petru cel Mare (a doua parte) (Peter the Great), regia Marvin J. Chomsky și Lawrence Schiller
- 1991 Eye of the Widow, regia Andrew V. McLaglen

### Regizor

#### Cinema
- 1945 The Girl of the Limberlost
- 1950 Nozze infrante (The Secret Fury)
- 1950 La vendicatrice (Vendetta)
- 1959 Verdi dimore (Green Mansions)
- 1965 Cabriola

#### Televiziune
- 1957 The Seven Lively Arts, episodul Hollywood Around the World
- 1963 The Farmer's Daughter, episoadele Comes the Revolution, I Am the Most Beautiful și The Gypsy Love Song
- 1984 Falcon Crest - serial TV, episodul Falcon Crest (stagiunea 3)

### Producător
- 1965 Cabriola
- 1966 El Greco, regia Luciano Salce
- 1967 Așteaptă până se întunecă (Wait Until Dark), regia Terence Young
- 1971 The Night Visitor, regia László Benedek
- 1972 Embassy, regia Gordon Hessler
- 1972 A Time for Loving, regia Christopher Miles
- 1974 W, regia Richard Quine